# Bagne de La Spezia
Le bagne de La Spezia est un ancien établissement pénitentiaire italien situé dans la localité de La Spezia, dans la province de La Spezia, en Ligurie.
L'établissement est créé en 1808 sous Napoléon Ier afin d'incarcérer les criminels condamnés aux travaux forcés. L'établissement n'existe plus aujourd'hui.

## Historique
Après l'annexion par la France de la République ligurienne, La Spezia remplace Gênes comme siège de la préfecture. Napoléon, le 11 juin 1808, ordonne la création d'un port de guerre pouvant contenir 7 ou 8 vaisseaux ; cependant, le manque de routes, de bois, de chanvre et de main-d'œuvre ne permettra pas de mener à bien ce projet. 
Une route en construction devait alimenter La Spezia en bois à partir des forêts de l'arrondissement de Pontremoli dans le département de l'Apennin. 
L'expansion de l'Empire français s'accompagne de la création de nouveaux bagnes pour le service de la marine de guerre dans les pays annexés : à Anvers en 1803, La Spezia en 1808, Civitavecchia en 1810,.
Le bagne ferme dès 1814.